# Железнодорожный транспорт в Сербии

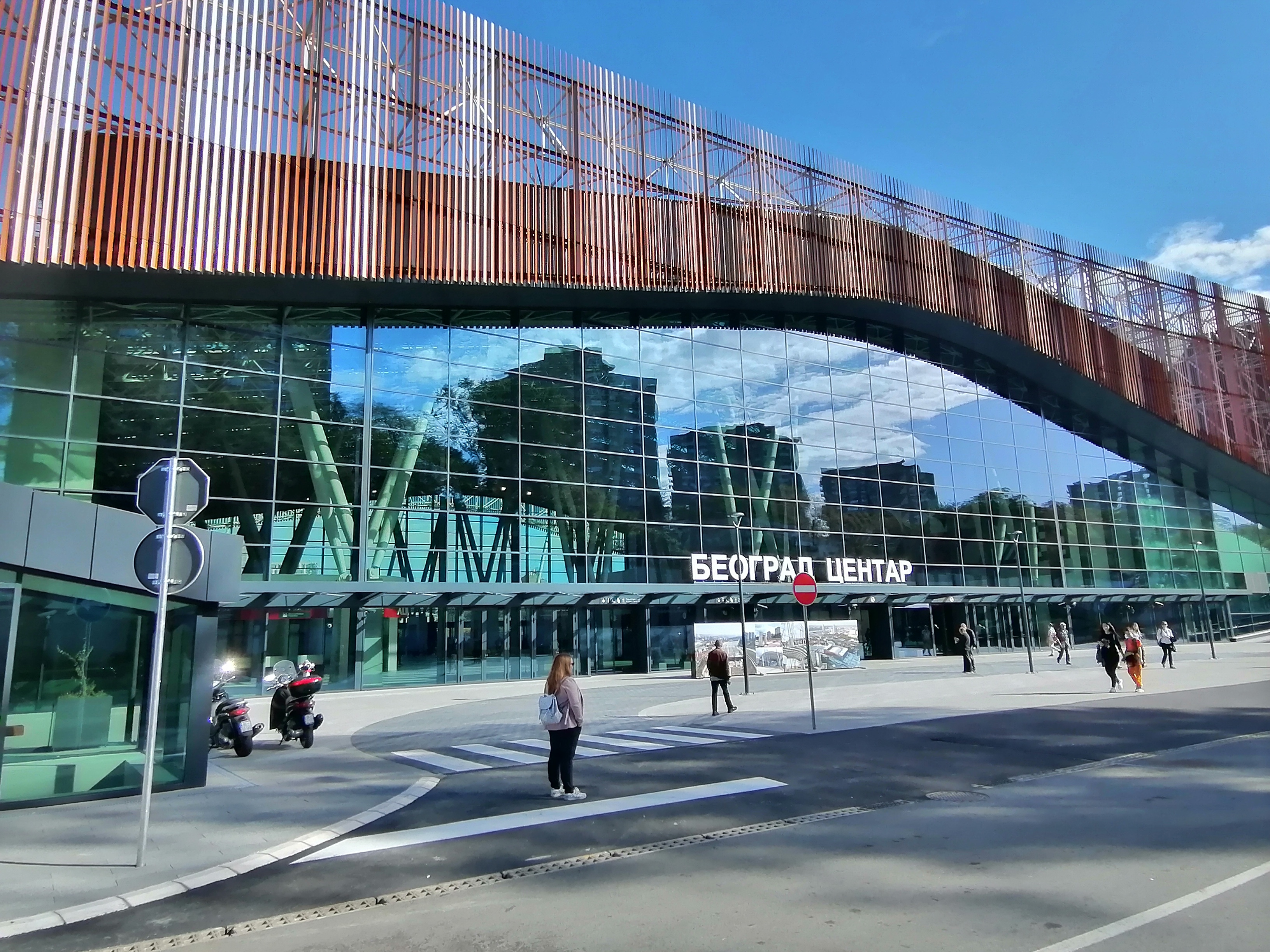
Павильон главной станции и вокзала Белграда «Београд центар (станция)»

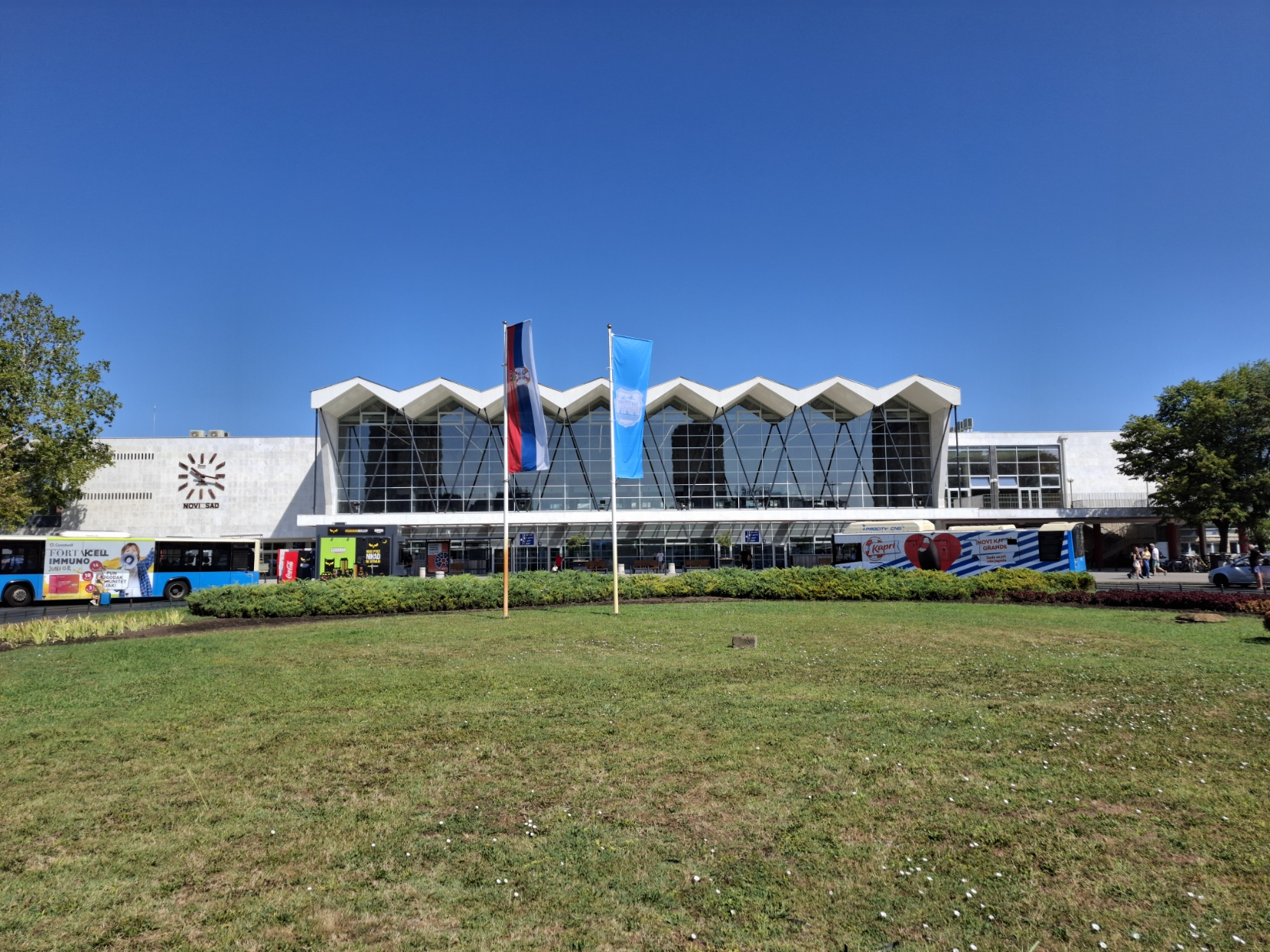
Вокзал Нови-Сада

Железнодорожный транспорт — один из основных видов транспорта в Сербии, объединяющий все крупные города страны, а также соединяющий Сербию со многими государствами Европы, в том числе и с Россией.

## История
История железных дорог Сербии началась 20 августа 1854 — тогда было открыто движение на линии в 27 километров в направлении города Белая Церковь. Сначала движение осуществлялось на конной тяге, а затем, с 1856 года, на паровой. Однако, в этот период шла война с Турцией и это приостановило строительство железных дорог. После окончания этой войны на Берлинском конгрессе 1878 Сербия окончательно получила независимость. К этому моменту и относится начало истории железных дорог Сербии. Князь Милан Обренович 3 июля 1881 подписывает указ о создании Сербских государственных железных дорог. В это время начинается проектирование и строительство линии от Белграда до города Ниш. Общая протяжённость трассы составила 243 километра. Движение на линии открыто 23 августа 1884.

## Конфигурация железнодорожной сети

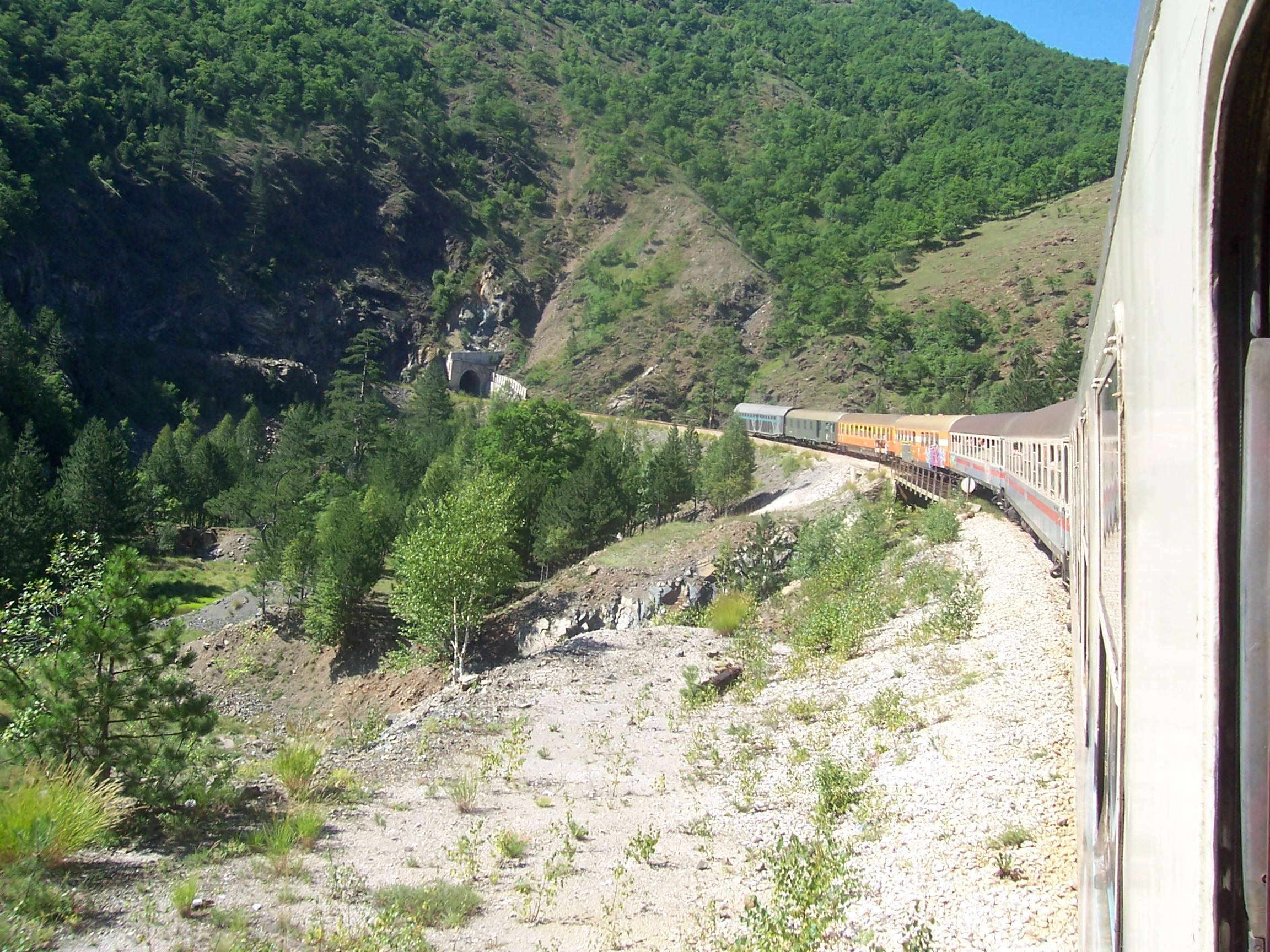
Поезд в горах Златибор, ветка Белград-Подгорица

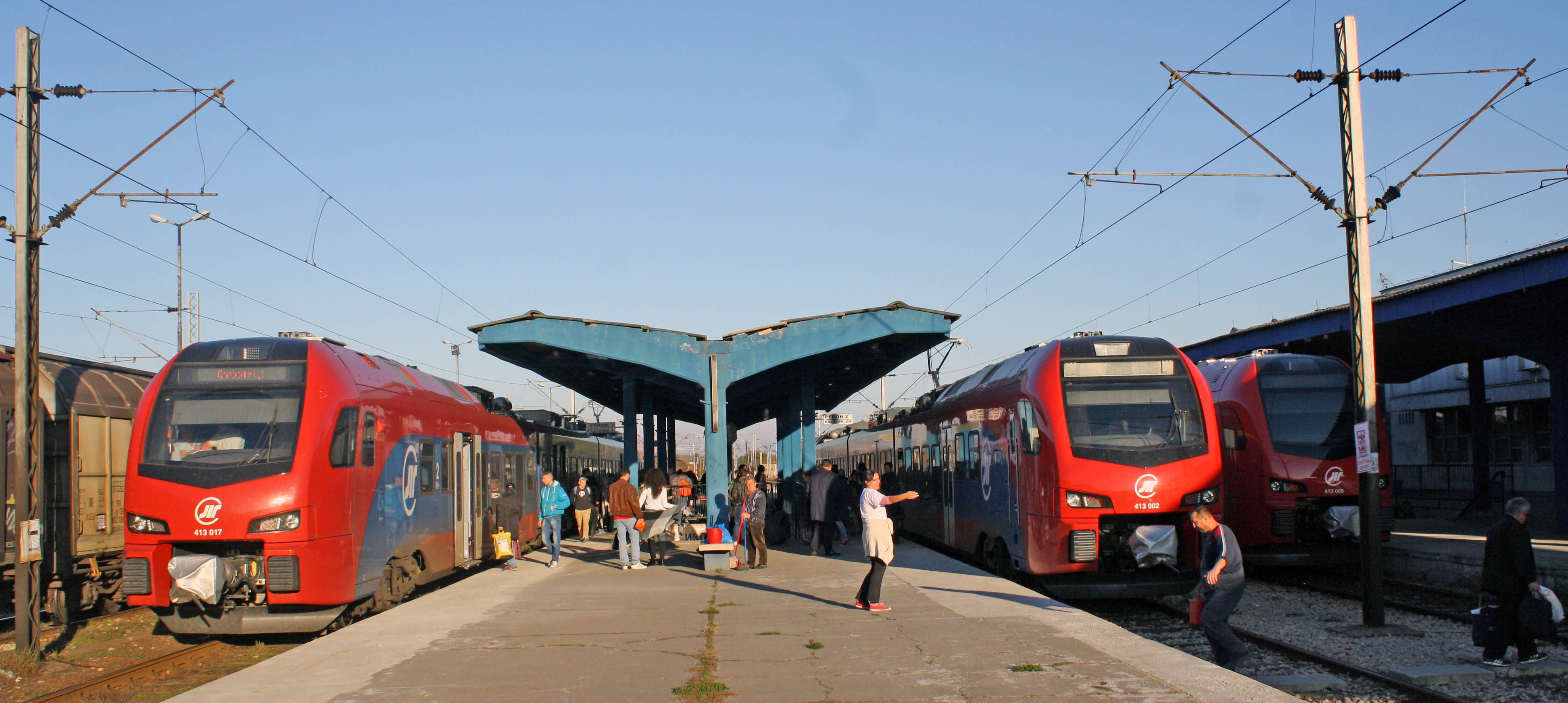
Нови Сад, электровоз (ЖС 413/417)

Главная железнодорожная ветвь вытянута с северо-запада на юго-восток: граница с Венгрией — Суботица — Нови-Сад — Белград — Лапово — Ниш, далее ответвления: Ниш — Прешево — граница с Македонией и Ниш — Димитровград — граница с Болгарией. От этого основного направления отходит ещё четыре линии:
- Стара-Пазова — Шид — граница с Хорватией
- Белград — Валево — Ужице — граница с Черногорией
- Белград — Панчево — Вршац — граница с Румынией
- Лапово — Кралево — Косовска-Митровица — Косово Поле — граница с Македонией

Кроме перечисленных основных линий имеются другие железнодорожные ветви. Пригородную сеть Белграда обслуживает Беовоз.

## Управляющая компания
Перевозку грузов и пассажиров, а также эксплуатацию железных дорог Сербии осуществляет компания «Железные дороги Сербии» (Железнице Србије).

## Международное сообщение
Из Белграда
| № поезда | Пункт следования | Страна следования  | Маршрут                                                   |
| -------- | ---------------- | ------------------ | --------------------------------------------------------- |
| 210      | Мюнхен           | Германия           | Хорватия: Загреб, Словения: Любляна                       |
| 344      | Прага            | Чехия              | Сербия: Нови-Сад, Венгрия: Будапешт, Словакия: Братислава |
| 337      | Салоники         | Греция             | Северная Македония: Скопье                                |
| 491      | Стамбул          | Турция             | Болгария: София                                           |
| 1120     | Будапешт         | Венгрия            | Сербия: Нови-Сад                                          |
| 433      | Бар              | Черногория         |                                                           |
| 414      | Цюрих            | Швейцария          | Хорватия: Загреб, Словения: Любляна                       |
| 418      | Мюнхен           | Германия           | Хорватия: Загреб                                          |
| 1131     | Бар              | Черногория         |                                                           |
| 391      | Скопье           | Северная Македония |                                                           |
| 412      | Венеция          | Италия             | Хорватия: Загреб, Словения: Любляна                       |
| 361      | Бухарест         | Румыния            |                                                           |
| 293      | София            | Болгария           |                                                           |
| 340      | Вена             | Австрия            | Сербия: Нови-Сад Венгрия: Будапешт                        |
| 335      | Салоники         | Греция             | Северная Македония: Скопье                                |
| 435      | Бар              | Черногория         |                                                           |
| 1343     | Бар              | Черногория         |                                                           |

В декабре 2009 после 17-летнего перерыва, вызванного войной в Югославии, вновь открыто железнодорожное сообщение между Белградом и Сараево ( Босния и Герцеговина).
Из Суботицы
| № поезда | Пункт следования | Страна следования | Маршрут          |
| -------- | ---------------- | ----------------- | ---------------- |
| 437      | Бар              | Черногория        | Сербия: Нови-Сад |

Из Ниша
| № поезда | Пункт следования | Страна следования  | Маршрут |
| -------- | ---------------- | ------------------ | ------- |
| 393      | Скопье           | Северная Македония |         |